# BFM Normandie
Pour les articles homonymes, voir BFM.
BFM Normandie, est une chaîne de télévision française d'information locale en continu, traitant de l'actualité de la Normandie. Elle est la 10e déclinaison locale de BFM TV du groupe RMC BFM, elle fait partie du réseau BFM Locales.
Elle succède à La Chaîne normande, une généraliste locale privée lancée en 2011, acquise en 2021. Elle est lancée le 28 septembre 2022 à 17 h sur la TNT normande (sauf outre-mer), le câble, la télévision par internet (OTT), la télévision mobile personnelle (sur smartphones et tablettes) et en lecture en continu sur Internet.

## Histoire de la chaîne

### Rachat d’Altice et lancement de la chaîne
En 2022, le groupe Altice Média rachète la chaîne La Chaîne normande, pour créer la chaîne d'information locale.
Le lancement de BFM Normandie a lieu le 28 septembre 2022 à 17 h avec Bastien Bocquel pour une édition spéciale du lancement de la chaîne en présence des invités locaux et Alain Weill, et étoffe sa grille avec les rubriques sur le sport (lundi), la planète locale (lundi), le business (mardi), l'emploi (mercredi), la politique (jeudi) et les top sorties du week-end (vendredi).

## Identité visuelle

### Habillages et logos

Logo de BFM Normandie du 28 septembre 2022 au 10 juillet 2024.
Logo de BFM Normandie depuis le 10 juillet 2024.

### Slogan
- depuis 28 septembre 2022 : « La chaine info 100% Normandie »

## Organisation

### Dirigeants et effectifs
Président-directeur général de RMC BFM
- de novembre 2000 à juin 2021 : Alain Weill
- de juillet 2021 au 2 juillet 2024 : Arthur Dreyfuss
- depuis juillet 2024 : Nicolas de Tavernost

Directeur Général délégué, chargé de l’information et du sport du pôle audiovisuel
- depuis juillet 2019 : Hervé Beroud

Directeur Général
- de décembre 2020 à juillet 2023 : Philippe Benayoun
- de juillet 2023 à janvier 2025 : Philippe Antoine
- depuis janvier 2025 : Arnaud de Courcelles

Directrice de la rédaction
- de juin 2019 à juin 2023 : Philippe Antoine
- depuis juin 2023 : Camille Langlade

### Siège
Le siège de BFM Normandie se situe au 4 passage de la Luciline à Rouen.

## Grille des programmes
BFM Normandie diffuse des programmes d'informations locales en continue. En décembre 2022, la grille des programmes se composait tel que :

### Émissions principales
Bonjour la Normandie (6 h 30 - 9 h 30) - Lundi au vendredi
L’émission matinale est présentée par Anaïs Bernard, elle est produite en direct de 6 h 30 à 9 h 30. L'émission accompagne les téléspectateurs pour démarrer leur journée avec des informations en temps réel sur la vie locale au travers de duplex, reportages, chroniques et des interviews d’actualité, les prévisions de la météo et les conditions de circulation et transports.
Le 12h30-17 (12 h 30 - 17 h) - Lundi au vendredi
L'émission de la journée est présenté par Bastien Bocquel, elle est produite en direct de 12 h 30 à 17 h. L’émission reprend les informations développés durant la matinale et mise à jour.
Bonsoir la Normandie (17 h - 18 h) - Lundi au vendredi
L'émission du soir est présentée par Bastien Bocquel, elle est produite en direct de 17 h à 18 h. L'émission accompagne les téléspectateurs les dernières informations de la journée en temps réels sur la vie locale au travers de duplex, reportages, chroniques et des interviews d’actualité, les prévisions de la météo et les conditions de circulation et transports.
Normandie Week-End (8 h - 13 h) - Samedi et dimanche
L’émission est présenté par Aubert Guinamard, elle est produite en direct de 8 h à 13 h. L’émission accompagne les téléspectateurs à retrouver l’essentiel de l’actualité du week-end, ainsi que vos rendez-vous culturels. Au programme : des idées sorties, des interviews d’artistes et des reportages loisirs.

## Journalistes

### Journalistes actuels
- Anaïs Bernard
- Bastien Bocquel
- Aubert Guinamard

### Chroniqueurs
Météo
- Kévin Floury
- Marc Hay
- Virgilia Hess
- Loïc Rivières
- Julien Rifflet

## Diffusion
BFM Normandie propose sa diffusion sur la TNT, via le Câble, l'ADSL ou la Fibre, via l'Internet de Molotov TV et également ses programmes via son site internet et son application mobile.